# Tolus
Tolus es un género de Grassatores en la familia Phalangodidae, el mismo posee una sola especie descripta Tolus appalachius. Es propia de Tennessee.